# Дуджента
Дуджента (итал. Dugenta) — коммуна в Италии, располагается в регионе Кампания, подчиняется административному центру Беневенто.
Население составляет 2667 человек, плотность населения составляет 178 чел./км². Занимает площадь 15 км². Почтовый индекс — 82030. Телефонный код — 0824.
Покровителем коммуны почитается святой апостол Андрей, празднование 30 ноября.